# Cow Creek (Dakota del Sur)
Cow Creek es un lugar designado por el censo ubicado en el condado de Sully en el estado estadounidense de Dakota del Sur. En el Censo de 2010 tenía una población de 30 habitantes y una densidad poblacional de 6,33 personas por km².

## Geografía
Cow Creek se encuentra ubicado en las coordenadas 44°33′14″N 100°28′31″O / 44.55389, -100.47528. Según la Oficina del Censo de los Estados Unidos, Cow Creek tiene una superficie total de 4.74 km², de la cual 4.74 km² corresponden a tierra firme y (0%) 0 km² es agua.

## Demografía
Según el censo de 2010, había 30 personas residiendo en Cow Creek. La densidad de población era de 6,33 hab./km². De los 30 habitantes, Cow Creek estaba compuesto por el 96.67% blancos, el 3.33% eran afroamericanos, el 0% eran amerindios, el 0% eran asiáticos, el 0% eran isleños del Pacífico, el 0% eran de otras razas y el 0% pertenecían a dos o más razas. Del total de la población el 0% eran hispanos o latinos de cualquier raza.